# Perilampus eximius
Perilampus eximius is een vliesvleugelig insect uit de familie Perilampidae. De wetenschappelijke naam is voor het eerst geldig gepubliceerd in 1932 door Masi.